# Manneken Pis van Broksele

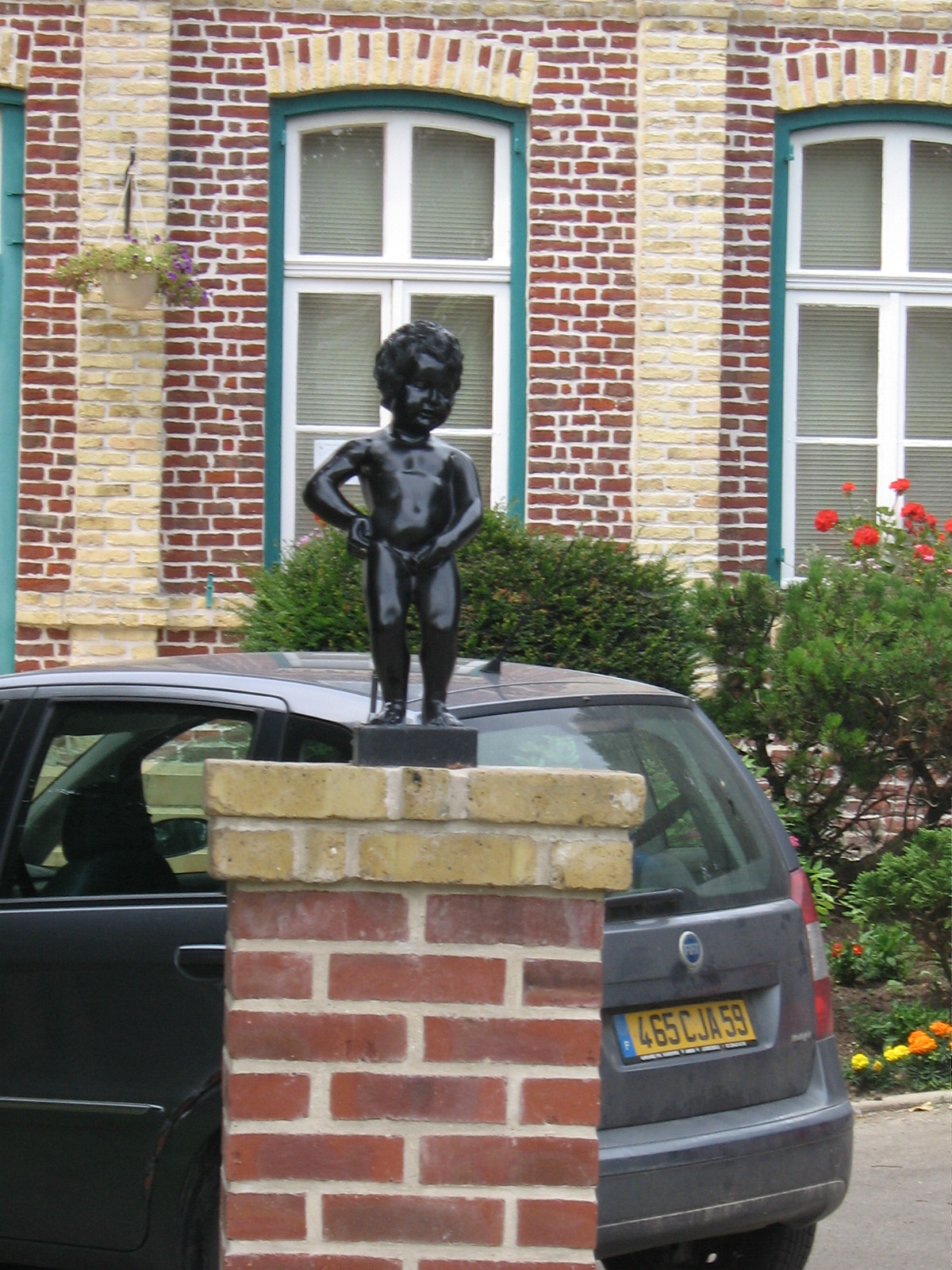
Manneken Pis van Broksele

Het Manneken Pis van Broksele is een beeldje dat een kopie is van Manneken Pis van Brussel. Broksele en Brussel hebben namelijk dezelfde etymologie en zijn aldus verzusterd.
De stad Brussel besloot daarom in 1979 een replica van Manneken Pis aan het kleine Broksele te schenken. In 1980 kwam dat op een bakstenen zuiltje te staan. De installatie ging gepaard met enige feestelijkheden waarbij ook de Orde der Vrienden van Manneken-Pis uit Brussel kwam afgereisd. In 2011 werd het beeldje verplaatst om voor het gemeentehuis opgesteld te worden.